# Kassandra Missipo
Kassandra Ndoutou Eboa Missipo (9 giugno 1997) è una calciatrice belga, centrocampista del Sassuolo e della nazionale belga.

## Carriera

### Club
Kassandra Missipo ha iniziato a giocare nelle squadre giovanili del VC Terheide prima e del Thor Kokerij Meldert dopo. Nel 2015 si è trasferita al Gent, dove ha giocato per cinque stagioni consecutive. Con la maglia azzurra della squadra fiamminga ha esordito in Super League, la massima serie del campionato belga, e ha vinto per due volte la Coppa del Belgio. Al termine della stagione 2018-2019 è stata nominata migliore calciatrice della Super League.
Nel 2020 ha lasciato il Gent e si è trasferita all'Anderlecht, vincitrice degli precedenti tre campionati nazionali. Con l'Anderlecht ha avuto modo di esordire in una competizione internazionale per club, debuttando nel primo turno di qualificazione della UEFA Women's Champions League 2020-2021, vinto per 8-0 contro le nordirlandesi del Linfield, e giocando anche nel secondo turno, perso per 1-2 contro le portoghesi del Benfica. La rottura del legamento crociato alla fine della stagione l'ha tenuta lontana dal campo per diversi mesi, saltando anche la stagione successiva.
Il 18 maggio 2022, è stato annunciato che Missipo si sarebbe unita ufficialmente al Basilea, nella Super League svizzera, per la stagione 2022-2023.
Il 12 agosto 2023, Missipo è stata ufficialmente ingaggiata a titolo definitivo dal Sassuolo, in Serie A. Nel giugno del 2024, rinnova il proprio contratto con il club neroverde per un'altra stagione.

### Nazionale
Kassandra Missipo ha fatto parte delle selezioni giovanili del Belgio, giocando tre partite con la selezione under 16, sette con la selezione Under-17 e quindici con la selezione under 19, scendendo in campo nelle partite di qualificazione alle fasi finali dei campionati europei di categoria.
Il 3 giugno 2016, quasi diciannovenne, fece il suo esordio con la nazionale maggiore nella vittoriosa partita contro l'Estonia, valida per le qualificazioni al campionato europeo 2017. Missipo venne inserita nella rosa della nazionale belga per la partecipazione al campionato europeo 2017, ma venne successivamente esclusa per motivi disciplinari e sostituita da Sara Yuceil.
Dopo il campionato europeo Missipo venne nuovamente convocata dal selezionatore della nazionale, Ives Serneels, ma un infortunio le precluse la possibilità di giocare in nazionale. Tornò a vestire la maglia della nazionale maggiore in occasione della Cyprus Cup 2018, durante la quale scese in campo in tutte le partite giocate dal Belgio. Da allora è entrata a far parte regolarmente della nazionale belga, venendo convocata anche per la Cyprus Cup 2019 e per l'Algarve Cup 2020.

## Statistiche

### Presenze e reti nei club
Statistiche aggiornate al 14 aprile 2025.
| Stagione          | Squadra           | Campionato        | Campionato | Campionato | Coppe nazionali | Coppe nazionali | Coppe nazionali | Coppe internazionali | Coppe internazionali | Coppe internazionali | Altre coppe | Altre coppe | Altre coppe | Totale | Totale |
| Stagione          | Squadra           | Comp              | Pres       | Reti       | Comp            | Pres            | Reti            | Comp                 | Pres                 | Reti                 | Comp        | Pres        | Reti        | Pres   | Reti   |
| ----------------- | ----------------- | ----------------- | ---------- | ---------- | --------------- | --------------- | --------------- | -------------------- | -------------------- | -------------------- | ----------- | ----------- | ----------- | ------ | ------ |
| 2015-2016         | Gent              | SL                | ?          | ?          | CB              | ?               | ?               | -                    | -                    | -                    | -           | -           | -           | ?      | ?      |
| 2016-2017         | Gent              | SL                | ?          | ?          | CB              | ?               | ?               | -                    | -                    | -                    | -           | -           | -           | ?      | ?      |
| 2017-2018         | Gent              | SL                | ?          | ?          | CB              | ?               | ?               | -                    | -                    | -                    | -           | -           | -           | ?      | ?      |
| 2018-2019         | Gent              | SL                | ?          | ?          | CB              | ?               | ?               | -                    | -                    | -                    | -           | -           | -           | ?      | ?      |
| 2019-2020         | Gent              | SL                | ?          | ?          | CB              | ?               | ?               | -                    | -                    | -                    | -           | -           | -           | ?      | ?      |
| Totale Gent       | Totale Gent       | Totale Gent       | ?          | ?          | -               | ?               | ?               | -                    | -                    | -                    | -           | -           | -           | ?      | ?      |
| 2020-2021         | Anderlecht        | SL                | ?          | ?          | CB              | ?               | ?               | UWCL                 | 2                    | 0                    | -           | -           | -           | 2+     | 0+     |
| 2021-2022         | Anderlecht        | SL                | ?          | ?          | CB              | ?               | ?               | UWCL                 | 0                    | 0                    | -           | -           | -           | 0      | 0      |
| Totale Anderlecht | Totale Anderlecht | Totale Anderlecht | ?          | ?          | -               | ?               | ?               | -                    | 2                    | 0                    | -           | -           | -           | 2+     | 0+     |
| 2022-2023         | Basilea           | WSL               | 5          | 1          | CS              | -               | -               | -                    | -                    | -                    | -           | -           | -           | 5      | 1      |
| 2023-2024         | Sassuolo          | A                 | 24         | 1          | CI              | 2               | 0               | -                    | -                    | -                    | -           | -           | -           | 26     | 1      |
| 2024-2025         | Sassuolo          | A                 | 21         | 3          | CI              | 4               | 0               | -                    | -                    | -                    | -           | -           | -           | 25     | 3      |
| 2025-2026         | Sassuolo          | A                 | -          | -          | CI              | -               | -               | -                    | -                    | -                    | AWC         | -           | -           | -      | -      |
| 2025-2026         | Sassuolo          | A                 | -          | -          | CI              | -               | -               | -                    | -                    | -                    | AWC         | -           | -           | -      | -      |
| Totale Sassuolo   | Totale Sassuolo   | Totale Sassuolo   | 45         | 4          | -               | 6               | 0               | -                    | -                    | -                    | -           | -           | -           | 51     | 4      |
| Totale carriera   | Totale carriera   | Totale carriera   | 50+        | 5+         | -               | 6+              | 0+              | -                    | 2                    | 0                    | -           | -           | -           | 58+    | 5+     |

### Cronologia presenze e reti in nazionale
| Cronologia completa delle presenze e delle reti in nazionale ― Belgio | Cronologia completa delle presenze e delle reti in nazionale ― Belgio | Cronologia completa delle presenze e delle reti in nazionale ― Belgio | Cronologia completa delle presenze e delle reti in nazionale ― Belgio | Cronologia completa delle presenze e delle reti in nazionale ― Belgio | Cronologia completa delle presenze e delle reti in nazionale ― Belgio | Cronologia completa delle presenze e delle reti in nazionale ― Belgio | Cronologia completa delle presenze e delle reti in nazionale ― Belgio |
| Data                                                                  | Città                                                                 | In casa                                                               | Risultato                                                             | Ospiti                                                                | Competizione                                                          | Reti                                                                  | Note                                                                  |
| --------------------------------------------------------------------- | --------------------------------------------------------------------- | --------------------------------------------------------------------- | --------------------------------------------------------------------- | --------------------------------------------------------------------- | --------------------------------------------------------------------- | --------------------------------------------------------------------- | --------------------------------------------------------------------- |
| 3-6-2016                                                              | Tartu                                                                 | Estonia                                                               | 0 – 5                                                                 | Belgio                                                                | Qual. Euro 2017                                                       | -                                                                     | 77’                                                                   |
| 19-1-2017                                                             | Clairefontaine-en-Yvelines                                            | Francia                                                               | 1 – 2                                                                 | Belgio                                                                | Amichevole                                                            | -                                                                     | 46’, squadre B                                                        |
| 28-2-2018                                                             | Larnaca                                                               | Belgio                                                                | 1 – 2                                                                 | Rep. Ceca                                                             | Cyprus Cup 2018                                                       | -                                                                     |                                                                       |
| 2-3-2018                                                              | Larnaca                                                               | Spagna                                                                | 0 – 0                                                                 | Belgio                                                                | Cyprus Cup 2018                                                       | -                                                                     | 62’                                                                   |
| 5-3-2018                                                              | Larnaca                                                               | Belgio                                                                | 2 – 0                                                                 | Austria                                                               | Cyprus Cup 2018                                                       | -                                                                     |                                                                       |
| 7-3-2018                                                              | Larnaca                                                               | Sudafrica                                                             | 1 – 2                                                                 | Belgio                                                                | Cyprus Cup 2018 - Finale 5º posto                                     | -                                                                     | 78’                                                                   |
| 6-4-2018                                                              | Lovanio                                                               | Belgio                                                                | 1 – 1                                                                 | Portogallo                                                            | Qual. Mondiali 2019                                                   | -                                                                     |                                                                       |
| 10-4-2018                                                             | Ferrara                                                               | Italia                                                                | 2 – 1                                                                 | Belgio                                                                | Qual. Mondiali 2019                                                   | -                                                                     | 13’                                                                   |
| 10-6-2018                                                             | Chișinău                                                              | Moldavia                                                              | 0 – 7                                                                 | Belgio                                                                | Qual. Mondiali 2019                                                   | -                                                                     | 71’                                                                   |
| 31-8-2018                                                             | Botoșani                                                              | Romania                                                               | 0 – 1                                                                 | Belgio                                                                | Qual. Mondiali 2019                                                   | -                                                                     |                                                                       |
| 4-9-2018                                                              | Lovanio                                                               | Belgio                                                                | 2 – 1                                                                 | Italia                                                                | Qual. Mondiali 2019                                                   | -                                                                     |                                                                       |
| 5-10-2018                                                             | Lovanio                                                               | Belgio                                                                | 2 – 2                                                                 | Svizzera                                                              | Qual. Mondiali 2019 - Play-off                                        | -                                                                     |                                                                       |
| 9-10-2018                                                             | Bienne                                                                | Svizzera                                                              | 1 – 1                                                                 | Belgio                                                                | Qual. Mondiali 2019 - Play-off                                        | -                                                                     |                                                                       |
| 17-1-2019                                                             | Cartagena                                                             | Spagna                                                                | 1 – 1                                                                 | Belgio                                                                | Amichevole                                                            | -                                                                     |                                                                       |
| 20-1-2019                                                             | San Pedro del Pinatar                                                 | Belgio                                                                | 1 – 0                                                                 | Irlanda                                                               | Amichevole                                                            | -                                                                     |                                                                       |
| 1-3-2019                                                              | Larnaca                                                               | Austria                                                               | 0 – 0                                                                 | Belgio                                                                | Cyprus Cup 2019                                                       | -                                                                     |                                                                       |
| 4-3-2019                                                              | Larnaca                                                               | Nigeria                                                               | 0 – 1                                                                 | Belgio                                                                | Cyprus Cup 2019                                                       | -                                                                     |                                                                       |
| 6-3-2019                                                              | Larnaca                                                               | Austria                                                               | 0 – 0 (2 - 3 dtr)                                                     | Belgio                                                                | Cyprus Cup 2019 - Finale 3º posto                                     | -                                                                     | 77’                                                                   |
| 8-4-2019                                                              | Los Angeles                                                           | Stati Uniti                                                           | 6 – 0                                                                 | Belgio                                                                | Amichevole                                                            | -                                                                     | 86’                                                                   |
| 24-5-2019                                                             | Pylos-Nestoras                                                        | Grecia                                                                | 1 – 2                                                                 | Belgio                                                                | Amichevole                                                            | -                                                                     | 45’                                                                   |
| 1-6-2019                                                              | Lovanio                                                               | Belgio                                                                | 6 – 1                                                                 | Thailandia                                                            | Amichevole                                                            | -                                                                     | 75’                                                                   |
| 29-8-2019                                                             | Lovanio                                                               | Belgio                                                                | 3 – 3                                                                 | Inghilterra                                                           | Amichevole                                                            | -                                                                     | 65’                                                                   |
| 3-9-2019                                                              | Lovanio                                                               | Belgio                                                                | 6 – 1                                                                 | Croazia                                                               | Qual. Euro 2022                                                       | -                                                                     |                                                                       |
| 8-10-2019                                                             | Cluj-Napoca                                                           | Romania                                                               | 0 – 1                                                                 | Belgio                                                                | Qual. Euro 2022                                                       | -                                                                     | 89’                                                                   |
| 8-11-2019                                                             | Zaprešić                                                              | Croazia                                                               | 1 – 4                                                                 | Belgio                                                                | Qual. Euro 2022                                                       | -                                                                     |                                                                       |
| 12-11-2019                                                            | Lovanio                                                               | Belgio                                                                | 6 – 0                                                                 | Lituania                                                              | Qual. Euro 2022                                                       | -                                                                     | 78’                                                                   |
| 4-3-2020                                                              | Parchal                                                               | Nuova Zelanda                                                         | 1 – 1 (7 - 6 dtr)                                                     | Belgio                                                                | Algarve Cup 2020 - Prima fase                                         | -                                                                     | 62’                                                                   |
| 7-3-2020                                                              | Parchal                                                               | Belgio                                                                | 1 – 0                                                                 | Portogallo                                                            | Algarve Cup 2020 - Seconda fase                                       | -                                                                     |                                                                       |
| 10-3-2020                                                             | Lagos                                                                 | Belgio                                                                | 0 – 4                                                                 | Danimarca                                                             | Algarve Cup 2020 - Finale 5º posto                                    | -                                                                     |                                                                       |
| 18-9-2020                                                             | Lovanio                                                               | Belgio                                                                | 6 – 1                                                                 | Romania                                                               | Qual. Euro 2022                                                       | -                                                                     |                                                                       |
| 22-9-2020                                                             | Thun                                                                  | Svizzera                                                              | 2 – 1                                                                 | Belgio                                                                | Qual. Euro 2022                                                       | -                                                                     |                                                                       |
| 27-10-2020                                                            | Marijampolė                                                           | Lituania                                                              | 0 – 9                                                                 | Belgio                                                                | Qual. Euro 2022                                                       | -                                                                     |                                                                       |
| 1-12-2020                                                             | Lovanio                                                               | Belgio                                                                | 4 – 0                                                                 | Svizzera                                                              | Qual. Euro 2022                                                       | -                                                                     | 64’                                                                   |
| 18-2-2021                                                             | Bruxelles                                                             | Belgio                                                                | 1 – 6                                                                 | Paesi Bassi                                                           | Amichevole                                                            | -                                                                     |                                                                       |
| 21-2-2021                                                             | Aquisgrana                                                            | Germania                                                              | 2 – 0                                                                 | Belgio                                                                | Amichevole                                                            | -                                                                     | 86’                                                                   |
| 8-4-2021                                                              | Bruxelles                                                             | Belgio                                                                | 0 – 2                                                                 | Norvegia                                                              | Amichevole                                                            | -                                                                     |                                                                       |
| 11-4-2021                                                             | Bruxelles                                                             | Belgio                                                                | 1 – 0                                                                 | Irlanda                                                               | Amichevole                                                            | -                                                                     | 43’                                                                   |
| 16-6-2022                                                             | Wolverhampton                                                         | Inghilterra                                                           | 3 – 0                                                                 | Belgio                                                                | Amichevole                                                            | -                                                                     | 61’                                                                   |
| 23-6-2022                                                             | Lier                                                                  | Belgio                                                                | 4 – 1                                                                 | Irlanda del Nord                                                      | Amichevole                                                            | -                                                                     | 77’                                                                   |
| 28-6-2022                                                             | Lier                                                                  | Belgio                                                                | 6 – 1                                                                 | Lussemburgo                                                           | Amichevole                                                            | -                                                                     | cap. 66’                                                              |
| 18-7-2022                                                             | Manchester                                                            | Italia                                                                | 0 – 1                                                                 | Belgio                                                                | Euro 2022 - Fase a gironi                                             | -                                                                     | 90+2’                                                                 |
| 22-7-2022                                                             | Leigh                                                                 | Svezia                                                                | 1 – 0                                                                 | Belgio                                                                | Euro 2022 - Quarti di finale                                          | -                                                                     | 83’                                                                   |
| 6-9-2022                                                              | Erevan                                                                | Armenia                                                               | 0 – 7                                                                 | Belgio                                                                | Qual. Mondiali 2023                                                   | -                                                                     | 78’                                                                   |
| 6-10-2022                                                             | Vizela                                                                | Portogallo                                                            | 2 – 1                                                                 | Belgio                                                                | Qual. Mondiali 2023 - Play-off                                        | -                                                                     | 90+2’                                                                 |
| Totale                                                                |                                                                       | Presenze                                                              | 44                                                                    |                                                                       | Reti                                                                  | 0                                                                     |                                                                       |

## Palmarès

### Club
- Coppa del Belgio: 2

Gent: 2016-2017, 2018-2019
- Campionato belga: 1

Anderlecht: 2020-2021

### Individuale
- Migliore calciatrice del campionato belga: 1

2019